# Laurahütte (podobóz KL Auschwitz-Birkenau)
Laurahütte, pełna nazwa: Arbeitslager Laurahütte (niem.) – niemiecki podobóz Auschwitz-Birkenau (obóz pracy) funkcjonujący w Siemianowicach Śląskich (Hucie Laury) od kwietnia 1944 do 23 stycznia 1945. Obóz mieścił się w Hucie Laura (Laurahütte), zakładzie produkcyjnym należącym do koncernu Rheinmetall-Borsig A.G. z Düsseldorfu. Początkowo w obozie więziono 200 osób (głównie Żydów z Holandii i Francji), a w momencie jego ewakuacji 937.
Komendantem podobozu był SS-Oberscharführer Walter Quakernack.
Więźniowie pracowali w hucie przy produkcji sprzężonych dział przeciwlotniczych. W styczniu 1945 więźniowie zostali umieszczeni w wagonach znajdujących się na pobliskiej bocznicy kolejowej i wywiezieni do KL Mauthausen.
Po II wojnie światowej w zabudowaniach hitlerowskiego obozu więziono jeńców niemieckich, których zmuszano do pracy w pobliskiej kopalni. Później obiekt wykorzystany został na obóz pracy dla drobnych przestępców i odrabiających służbę wojskową. Wygląd obozu można zobaczyć w noweli Kaziemirza Kutza Pies z debiutanckiego filmu Krzyż Walecznych z 1958. Zabudowania zostały wyburzone razem z większością obiektów Huty Jedność około 2016.